# Жажда (фильм, 1959)
«Жа́жда» — советский чёрно-белый художественный фильм о Великой Отечественной войне. Снят в 1959 году режиссёром Евгением Ташковым.

Сюжет фильма основан на реальных событиях, участником которых был сценарист Григорий Поженян.

## Сюжет
Одесса снабжается водой из реки Днестр. Водонасосная станция находится в Беляевке (в фильме указана Ивановка). Длина водовода — около 40 километров.
В 1941 году в ходе боевых действий Одесса была окружена, Беляевка захвачена. Город остался почти без воды, её выдача была резко ограничена.
Для того чтобы дать городу воду, был сформирован специальный отряд матросов-смельчаков, которые, проникнув в тыл врага и захватив насосную станцию в Беляевке, включили подачу воды и некоторое время удерживали позиции.

## Создатели фильма

### В ролях
- Вячеслав Тихонов — Олег Безбородько, лейтенант
- Валентина Хмара — Маша
- Юрий Белов — Вася Патефон (Рогозин)
- Антон Доценко — Никита Нечипайло
- Владимир Иванов — Твердохлебов
- Николай Тимофеев — Никитин
- Борис Битюков — Алексеенко
- Борис Годунцов — Уголёк
- Василий Векшин — Калина
- Муллаян Суяргулов — Мамед
- Олег Голубицкий — Лемке
- Юрий Горобец — проводник
- Юрий Лопарёв — мальчик

### Съёмочная группа
- Автор сценария: Григорий Поженян
- Режиссёр-постановщик: Евгений Ташков
- Оператор: Пётр Тодоровский
- Художники: А. Овсянкин, Муза Панаева
- Режиссёр: Н. Савва
- Композитор: Андрей Эшпай

## Музыка
В исполнении Валентины Дворяниновой в фильме впервые прозвучала песня «Два берега» («Ночь была с ливнями…») на стихи Григория Поженяна и музыку Андрея Эшпая, написавшего музыку к большинству фильмов Евгения Ташкова. Песня впоследствии обрела широкую популярность и вошла в репертуары Майи Кристалинской, Гелены Великановой и других исполнительниц.
В фильме также использована музыка Фредерика Шопена

## Премии
- 1960 — на Всесоюзном кинофестивале (ВКФ) в Минске фильм «Жажда» получил третью премию. Пётр Тодоровский получил вторую премию за операторскую работу[3].